# Sparkasse Horn Arena
Die Sparkasse Horn Arena ist ein Fußballstadion in der Stadtgemeinde Horn im Bundesland Niederösterreich. Es ist die Heimspielstätte des SV Horn, der gegenwärtig in der 2. Liga antritt. Die Arena fasst etwa 4.000 Zuschauer.

## Geschichte
Das Stadion wurde im Jahr 1958 unter dem Namen Sportanlage Horn erbaut, und später in SV Horn Arena umbenannt. In den 1970er Jahren wurde die Anlage um eine Flutlichtanlage und eine Tribüne ergänzt. 1997 wurde das Clubhaus gebaut. Weitere Um- und Ausbauten erfolgten 2007, 2010 und 2011/12 im Zusammenhang mit dem angestrebten Aufstieg des SV Horn in die Erste Liga, der mit dem Meistertitel in der Regionalliga Ost in der Saison 2011/12 auch gelang. 
2012 erfolgte die Umbenennung in Waldviertler Volksbank Arena. Das Stadion umfasst – neben dem V.I.P.-Bereich – 1.000 überdachte Sitzplätze, 500 überdachte Stehplätze und 2.100 weitere Stehplätze. Im Februar 2020 bekam das Stadion den Namen Sparkasse Horn Arena.